# JL-2 (ракета)
JL-2 (кит. 巨浪-2, піньїнь: Jù Làng Èr, досл. «Гігантська хвиля 2», кодова назва НАТО: CSS-N-14) — китайська міжконтинентальна балістична ракета другого покоління, яка запускається з підводних човнів. Вона розгорнута на атомних підводних човнах ВМС Народно-визвольної армії Китаю проєкту 094. JL-2 є наступницею ракети JL-1, яка використовувалася на підводному човні проєкту 092.
JL-2 є першим життєздатним засобом ядерного стримування морського базування китайської армії.

## Розробка
JL-2 є морським варіантом наземної ракети DF-31. Їхній спільний твердопаливний ракетний двигун діаметром 2 метри успішно випробували наприкінці 1983 року, а з 1985 року зусилля з розробки реорганізували для створення обох ракет.
Перше морське випробування JL-2 відбулося у 2001 році з підводного човна проєкту 031. Програму призупинили після невдалого тесту у 2004 році, проте подальші успішні запуски відбулися у 2005 та 2008 роках. У 2009 році ракету вперше успішно запустили з підводного човна проєкту 094 — основної платформи для її використання. Серія випробувальних запусків відбулася у 2012 році.
Під час розробки ракети повідомлялося, що Китай розглядає можливість модифікації JL-2 для оснащення протисупутниковою боєголовкою, що дало б їй морську протисупутникову здатність.
Патрулювання підводних човнів проєкту 094 із ракетами JL-2 у межах ядерного стримування почалося в грудні 2015 року.
Станом на 2017 рік на підводних човнах розгорнуто 48 пускових установок для JL-2.

## Опис
JL-2 —  триступенева твердопаливна ракета з максимальною дальністю до 9 000 км. Її боєзаряд може становити або одну боєголовку потужністю 1 мегатонну, або 3-8 роздільних бойових блоків потужністю 20, 90 або 150 кілотонн.
Тактико-технічні характеристики:
- Дальність: 8000–9000 км
- Маса: 42 т
- Довжина: 11 м
- Діаметр: 2 м
- Апогей траєкторії: 1000 км
- Корисне навантаження: 700 кг
- Кількість бойових блоків (ББ): 3–8
- Потужність ББ: 20/90/150 Кт
- Система навігації: астро-інерціальна, Beidou
- Точність (КІВ): 150—300 м